# 6561 Gruppetta
A 6561 Gruppetta (ideiglenes jelöléssel 1991 TC4) a Naprendszer kisbolygóövében található aszteroida. Kenneth J. Lawrence fedezte fel 1991. október 10-én.